# プリンス・スカイウェイ
プリンス・スカイウェイ（SKYWAY）は、プリンス自動車工業がかつて生産していた商用車（ライトバンおよびピックアップ）である。2代目の途中でスカイラインバンに名称が変更されているが、本記事では便宜上、この2代目をベースとした車両まで解説する。

## 概要
1957年に登場した初代スカイライン（ALSI型）及び2代目スカイライン（S50型）のバン(V51A-I型）として販売されていた。スカイラインの「山並みと青空を区切る稜線」に対して「航空路」を意味する洒落た名前を持つ。
エンジン機構そのものはスカイラインと同一であり、車名のみ分けられて販売されていた。
2代目V51型スカイウェイは、現在では当たり前となった後ろ開き式のリアドアを初めて採用し、「高級商用車」としてのイメージを高めることに成功している。後のマイナーチェンジでスカイラインバンの名称となり、この名前は消滅した。
ちなみに、セダンとバンの名称が異なる例は、クラウンのバンがマスターライン、コロナのバンがコロナラインの名称で販売されるなど、同時期のトヨタ自動車でも見受けられる。

## 歴史

### 初代 ライトバンLVG型/V2型、ピックアップLPE型/P2型 (1959年 - 1963年)
1959年4月 - ライトバンALVG-1型、ピックアップALPE-1型発売。
- 1959年10月 - マイナーチェンジ。ライトバンALVG-2型、ピックアップALPE-2型発売。70馬力[2]

- 1960年2月 - マイナーチェンジ。ライトバンALVG-2改型、ピックアップALPE-2改型発売。ヘッドライト4灯化
- 1961年10月 - 直列4気筒OHV GB4型（1,862cc）91馬力を搭載[2]。ライトバンBLVG-3型、ピックアップBLPE-3型発売。
- 1962年10月 - マイナーチェンジにより、フロントの造形がS21型スカイラインと同様になる。ライトバンV23B-2型、ピックアップP23A-2型発売。

### 2代目 V51型 (1963年 - 1968年)
1963年（昭和38年）9月 V51A-1型登場。S50型スカイラインのライトバン仕様となり、ピックアップはラインナップされなかった。スカイライン同様G1型直列4気筒OHV1,484ccエンジンを搭載し、4万kmまたは2年間保障の封印エンジンや、1年間3万kmグリスアップフリーのシャシーとされた。
1966年（昭和41年）8月9日、合併の影響によって同クラスの車種が増加したことで、価格を調整した。これには各車種間の販売面におけるポジションの確認も図られている。
10月6日のスカイラインのマイナーチェンジで「スカイラインバン」となった。その際に、スタンダードは「V51A-2型」、新規追加のデラックスは「V51B-2型」として分けられた。デラックスはインストルメントパネル中央にコンソール類を集めたセンターパネル方式を採用、ウィンカー、ライティングスイッチを除いて、すべて左手で操作できるようにした。また、助手席側に発泡レザー製サンバイザーが標準装備されている。この他にもデラックスの内外装はセダン・デラックスS50D型や、エステートW50A型に準じたが、バンパーのオーバーライダーは省略されていた。
同月22日にはスタンダードの価格改訂を実施。トラック各車の発売にともない、車種間の価格調整が行われた。
1967年（昭和42年）8月、セダンS57D型追加と同時に最後のマイナー・チェンジが行われ、V51A-3型／V51B-3型となった。フェンダーの方向指示器が丸形から長方形となり、カタログ上の車名もセダンと同様に「ニッサン・プリンス・スカイラインバン」と改められた。（車検証上の車名は「プリンス」のまま。）
1968年8月以降に販売された新型スカイラインでも、ライトバン仕様がラインナップされた。こちらも、引き続きスカイラインバンを名乗った。